# قوانین پائولینگ
ساختار سرامیک‌ها (Ceramic Structures) بر اساس نحوه چیدمان یون‌ها در کنار یکدیگر، استوار است. در بلورهای یونی نحوه قرارگیری یون‌ها به شکلی است که نیروهای جاذبه حداکثر و نیروهای دافعه حداقل باشند. پنج قانون عمومی وجود دارد که ساختارهای بلوری را تفسیر می‌کنند. این قوانین پنج گانه، قوانین پائولینگ نام دارند. 
معروف‌ترین ساختارهای سرامیکی که بر قوانین پنج گانه پائولینگ استوار هستند.

## قانون اول پائولینگ
در هر ساختار، یک چند وجهی آنیونی در اطراف هر کاتیون ایجاد می‌شود. عدد هماهنگی یا همسایگی هر کاتیون، برابر با تعداد آنیون‌های احاطه‌کننده آن است و توسط نسبت شعاع کاتیون به آنیون مشخص می‌شود. اگر شعاع آنیون از یک مقدار مشخص بیشتر باشد، کاتیون مرکزی نمی‌تواند در تماس با تمام آنیون‌ها قرار بگیرد. بنابراین باید نسبت مشخصی بین شعاع آنیون و کاتیون وجود داشته باشد. از دیدگاه هندسی این ساختارها می‌توانند با عدد همسایگی کمتر نیز تشکیل شوند ولی پایدارترین ساختار، همیشه بیشترین عدد همسایگی را دارد.

## قانون دوم پائولینگ
این قانون مبنای ارزیابی خنثی بودن الکتریکی در ساختار است. قدرت پیوند کاتیون به آنیون برابر است با حاصل تقسیم ظرفیت کاتیون بر عدد همسایگی آن. در این حالت تفاوتی میان آنیون‌های متفاوت وجود ندارد. این قانون بیان می‌کند که در یک ساختار پایدار قدرت کل پیوندهایی که از کاتیون به یک آنیون می رسد باید برابر با ظرفیت آنیون باشد.

## قانون سوم پائولینگ
این قانون نحوه اتصال چند وجهی‌های دربرگیرنده کاتیون‌ها را بیان می‌کند. در یک ساختار پایدار، چند وجهی‌ها تمایل دارند که از گوشه‌ها به یکدیگر متصل شوند.

## قانون چهارم پائولینگ
چند وجهی‌هایی که کاتیون مرکزی آن‌ها عدد همسایگی کوچک‌تر و ظرفیت بیشتر دارد، تمایل دارند تا از طریق به اشتراک گذاشتن گوشه‌ها به یکدیگر متصل شوند.

## قانون پنجم پائولینگ
تعداد اجزاء مختلف در یک ساختار تمایل دارد که کم باشد. واحدهای تکرار شونده در ساختار تمایل دارند که با یکدیگر مشابه باشند، زیرا هر اتم در یک ساختار در یک محیط خاص بیشترین میزان پایداری را دارد.